# Méthode de Car et Parrinello
La méthode de Car et Parrinello est, en chimie numérique, un type de dynamique moléculaire ab initio (ou premiers principes), utilisant de manière usuelle des conditions aux limites périodiques, une base d'ondes planes dans la théorie de la fonctionnelle de la densité. Elle fut proposée par Roberto Car et Michele Parrinello en 1985, qui reçurent la médaille Dirac de l'ICTP en 2009.

## Principe
Contrairement à une dynamique moléculaire basée sur l'approximation de Born-Oppenheimer dans laquelle les degrés de liberté nucléaires (dit aussi ioniques) sont propagés par utilisation des forces ioniques qui sont calculées à chaque itération par une résolution approchée du problème électronique avec des méthodes conventionnelles de diagonalisation des matrices, la méthode Car-Parrinello introduit de manière explicite les degrés de liberté électroniques comme variables (fictives) de dynamique, par l'écriture d'un lagrangien étendu pour le système qui conduit à un système d'équations du mouvement couplées à la fois pour les ions et les électrons. De cette manière, la minimisation électronique explicite à chaque itération n'est pas nécessaire : après une minimisation électronique standard initiale, la dynamique fictive des électrons les maintient dans l'état fondamental correspondant à chaque nouvelle configuration ionique « visitée » au cours de la dynamique, ce qui permet d'obtenir des forces ioniques précises. Afin de maintenir la condition d'adiabaticité, il est nécessaire que la masse fictive des électrons soit choisie assez petite pour éviter un transfert d'énergie significatif depuis les degrés de liberté ioniques jusqu'au degrés de liberté électroniques. Cette petite masse fictive requiert à son tour que les équations du mouvement soient intégrées en utilisant un pas de temps plus court que ceux utilisés dans une dynamique moléculaire de type Born-Oppenheimer (1-10 fs).

## Dynamique fictive

### Expression du lagrangien
{\displaystyle {\mathcal {L}}={\frac {1}{2}}\left(\sum _{I}M_{I}{\dot {R}}_{I}^{2}+\mu \int dr|{\dot {\psi }}_{i}|^{2}\right)-E\left[\{\psi _{i}\},\{R_{i}\}\right]}
Dans lequel {\displaystyle E\left[\{\psi _{i}\},\{R_{i}\}\right]} est la fonctionnelle de densité de l'énergie de Kohn et Sham, qui donne les valeurs de l'énergie lorsque sont fournies les fonctions d'onde de Kohn et Sham et les positions nucléaires.

### Expression de la contrainte orthogonale
{\displaystyle \int dr\psi _{i}^{*}\psi _{j}=\delta _{ij}}
où {\displaystyle \delta _{ij}} est le symbole de Kronecker.

### Équations du mouvement
Les équations du mouvement sont obtenues en prenant le point stationnaire du lagrangien par le biais de {\displaystyle \psi _{i}} et {\displaystyle R_{I}}, et en respectant la contrainte d'orhtogonalité.

## Limite de Born-Oppenheimer
Lorsque l'on approche de la limite formelle pour laquelle {\displaystyle \mu \to 0}, les équations du mouvent rejoignent celles d'une dynamique Born-Oppenheimner. Cependant, la limite d'implémentation numérique peut conduire à des trajectoires à oscillations rapides inefficaces : selon le cadre d'intégration choisi et selon le problème posé, {\displaystyle \mu } doit être choisi avec précaution.